# Davy Klaassen
Davy Klaassen (* 21. února 1993 Hilversum) je nizozemský profesionální fotbalista, který hraje na pozici ofensivního záložníka za italský klub FC Inter Milán a za nizozemský národní tým.
V roce 2014 získal Cenu Johana Cruijffa (Johan Cruijff Prijs), která se v Nizozemsku každoročně uděluje nejlepším mladým hráčům do 21 let. Poté získal ocenění nizozemský fotbalista roku 2016.

## Klubová kariéra
Profesionální fotbalovou kariéru zahájil v Ajaxu, klubu, ve kterém prošel proslulou mládežnickou akademií.
S Ajaxem vyhrál třikrát po sobě ligovou soutěž Eredivisie (2011/12, 2012/13, 2013/14).
V červenci 2017 přestoupil do klubu anglické Premier League, Evertonu.
Po jedné sezóně zamířil do německého klubu Werder Brémy, protože se v Evertonu neprosadil.

## Reprezentační kariéra
Davy Klaassen byl členem nizozemských mládežnických výběrů od kategorie U16.
V A-mužstvu Nizozemska debutoval pod trenérem Louisem van Gaalem 5. března 2014 v přátelském zápase proti Francii na Stade de France. Nastoupil na hřiště v 72. minutě, Nizozemci prohráli 0:2.
Pod trenérem van Gaalem se představil na Mistrovství světa v Kataru v listopadu a prosinci roku 2022. Do prvního utkání skupiny mezi Nizozemskem a Senegalem 21. listopadu zasáhl po takřka 80 minutách. Následně se Nizozemsko ujalo vedení, které Klaassen navyšoval v deváté minutě nastavení, když dorážel balón do sítě po brankářem odražené střele Memphise Depaye. Posléze nastoupil v základní sestavě v utkání s Ekvádorem 25. listopadu a po šesti minutách asistoval prvnímu gólu Codyho Gakpa. Na hřišti pobyl skoro 70 minut, Nizozemsko remizovalo 1:1.